# هيلين آبو كوك
هيلين آبو كوك (بالإنجليزية: Helen Appo Cook)‏ (21 تموز / يوليه 1837-20 تشرين الثاني / نوفمبر 1913) كانت مغنية، وناشطة بارزة في المجتمع الأمريكي من أصل أفريقي في واشنطن العاصمة، وزعيمة في الحركة النسائية للنادي. وكان كوك مؤسس ورئيس الرابطة النسائية الملونة، التي تدعمت مع منظمة أخرى في عام 1896 لتصبح الرابطة الوطنية للنساء الملونات، وهي منظمة لا تزال نشطة في القرن الحادي والعشرين. أيد كوك حقوق التصويت وكان عضوا في حركة نياغارا، التي تعارض الفصل العنصري والحرمان من حق التصويت في أمريكا الأفريقية. في عام 1898، انتقد كوك علنا سوزان أنتوني، رئيس جمعية سفوراج المرأة الوطنية، وطلب منها دعم الاقتراع العام بعد خطاب أنتوني في الولايات المتحدة. جلسة استماع لجنة مجلس القضاء بمجلس النواب

## حياة سابقة
ولدت هيلين كوك لوليم فرس، وهو عازف موسيقى بارز، وإليزابيث برادي أفو، التي كانت تملك عملا للميليري في نيويورك. بسبب مهنة الموسيقى لفيليم فرس، عاشت الأسرة في مدن مختلفة، مثل بالتيمور وفيلادلفيا قبل أن تستقر بشكل دائم في نيويورك.
وكمراهقة، حضرت هيلين كوك الاجتماعات المتعلقة بحقوق المرأة مع والدتها والتي حددت هويتها بذاتها لصالح المرأة:

لقد ولدت في ميراث التقدير والتعاطف مع قضية حقوق المرأة، أمي قبل أن أكون متحمسا لدعم مذاهبها التي شعرت بها بنفسي، في تدبير تم تحديده معها. من بين أقرب ذكرياتي هي الاجتماعات التي عقدت بعد ظهر الأحد، عقدت في منزل لوكريشيا موت، في شارع القوس، في فيلادلفيا... في إحدى تلك المناسبات... سمعت ذلك الدعاة البليغ عن الحرية الإنسانية، والتي ألغتها اللغة الإنجليزية، جورج تومسون.
وكشخص بالغ، حضر كوك أول اتفاقية للاقتراع عقدت في واشنطن العاصمة في كانون الثاني / يناير 1869 ، ونظمتها جمعية فرينشيس العالمية.

## القيادة والنشاط

### الرابطة الوطنية لإغاثة المعوزين من النساء والأطفال
وفي عام 1864، أدرجت الرابطة الوطنية لإغاثة الملونين من النساء والأطفال بفعل من فعل كونغرس الولايات المتحدة لتوفير " المنزل المناسب، والمبيت، والملبس، والتعليمات، ولجلبهم تحت تأثير المسيحيون. [7] إليزابيث كيكلي، خياطة وواثقة من السيدة الأولى السابقة ماري تود لينكولن، كانت واحدة من الأعضاء المؤسسين للجمعية. [8] كانت هيلين كوك عضوا فيها لما يقرب من 35 عاما، وكانت تشغل مناصب قيادية مختلفة. وفي عام 1880 ، كانت أول امرأة أمريكية من أصل أفريقي يتم انتخابها سكرتيرة للجمعية، وهي المنصب الذي تشغله منذ عشر سنوات. [9][10] قدم الأمريكيون من أصل أفريقي أيضا الدعم للرابطة. دفع فريديريك دوجلاس للحصول على عضوية الحياة في عام 1866 . بورفيس وجيمس وديمي، مالك فندق وورمي في واشنطن، د. جيم-انضم إلى مجلس الأمناء في عام 1872. وانضم كوك الابن، وهو زوج هيلين كوك، إلى المجلس في عام 1885 ، وقدم مساعدة مالية، وساعد في التأثير على الكونغرس لاستمرار التمويل. [11] وعلى الرغم من ذلك، انتهت اعتمادات الكونغرس في عام 1892. [8] احتفظت الرابطة بمبنى للمشردين والأيتام في الشوارع الثامنة والأيوكليد في الشمال الغربي مع لجان دائمة معنية بالقبول والتخلص، وإدارة الأسر المعيشية، والتعليم، والملابس. وفي وقت وفاتها، كانت هيلين كوك رئيسة للرابطة. [12]

### رابطة النساء الملونة
في عام 1892، هيلين كوك، Ida B. وشكلت بايلي، وآنا جولي كوبر، وشارلوت فورتن غريمكي، وماري جين بيترسون، وماري تيريل، وإيفلين شو، رابطة النساء الملونة في واشنطن العاصمة، وتتمثل أهداف النادي الموجه للخدمات في تعزيز الوحدة والتقدم الاجتماعي والمصالح العليا للمجتمع الأمريكي الأفريقي. وانتخبت هيلين كوك رئيسة للبلاد. [13]
كتب كوك «رسالة واشنطن» الأولى عن أنشطة رابطة النساء الملونات (CWL) في عصر المرأة (1894-1897)، وهي أول صحيفة وطنية تنشرها نساء أميركيات من أصل أفريقي. شارك Cook في إنجازات CWL لعام 1894 والتي تضمنت جمع 1935 دولارًا مقابل إقامة دوري دائم؛ استضافة سلسلة من المحاضرات العامة للبنات في مدرسة ثانوية محلية وجامعة هوارد؛ إنشاء فصول دراسية برعاية CWL في الأدب الألماني والإنجليزي والنظافة؛ إنشاء مدرسة للخياطة وإصلاح مكتب يضم 88 طالبًا وعشرة مدرسين؛ دفع الرسوم الدراسية لطلاب التمريض وراتب جزئي لتوظيف مدرس رياض الأطفال. [14] قدمت ماري تشيرت تيريل عضو CWL تحديثات لاحقة من جهود الدوري في واشنطن العاصمة للصحيفة. [15]
في مايو 1898 ، تحدثت هيلين كوك في المؤتمر السنوي الثاني للمؤتمر الوطني للأمهات، الذي عقد في واشنطن العاصمة. وكان المؤتمر الوطني للأمهات رائدًا لجمعية المعلمين الوطنية للآباء اليوم. في خطابها «لقد أعيقنا: كيف يمكن أن نساعد؟» W.E.B. ظهر دوبوا أيضًا في مؤتمر الكونغرس للأمهات، وفي 6 مايو، قدم ورقة بعنوان «تاريخ الوطن الزنجي». [17][18]
في وقت لاحق من عام 1898، و.ب. دعا دوبوا هيلين كوك إلى تقديم ورقة للمؤتمر السنوي الثالث لمشكلات الزنوج في أتلانتا الذي عقد في جامعة أتلانتا. [19] كان الغرض من سلسلة المؤتمرات (1896-1914) هو تحديد الصعوبات التي واجهها الجالية الأمريكية الإفريقية واقتراح الحلول. وكان من بين الأشخاص الآخرين الذين تمت دعوتهم لتقديم الأوراق، القس هنري هيو، مدير الكنيسة الأولى (أطلنطا، جورجيا)، والصحفي والمحامي لافاييت إم هيرشو، والآنسة ميني ل. بيري، عضو مجلس إدارة دار ستيل ستيل للأيتام. أوضحت ورقة هيلين كوك إنجازات CWL ، بما في ذلك التحاق أكثر من 100 طفل في رياض الأطفال. [20]
بمرور الوقت، أنشأت رابطة النساء الملونات مركزًا لتدريب معلمات رياض الأطفال، كما حافظت على سبعة رياض أطفال مجانية ودور حضانة يومية عديدة. [21] كما أنشأت الرابطة مدارس الخياطة والمدارس الليلية والبنوك الموفرة للقرش. [22]
بحلول عام 1903 ، كان للرابطة مبنى دائم في 1931 شارع 12، شمال غرب والتي كانت توفر غرفة مؤقتة، ومجلس إدارة وحضانة نهارية. [23] بالإضافة إلى ذلك، مع بقاء هيلين كوك الرئيسة المنتخبة، حصلت المنظمة على أكبر عضوية في أي نادي نسائي أمريكي من أصل أفريقي في البلاد، وفقًا للمؤرخة فاني بارير ويليامز. [24]
منذ نشأتها، تصور أعضاء الرابطة منظمة وطنية، وفقًا لمقال مؤسس عام 1893 من قبل عضو مؤسس، ماري تشيرش تيريل. وكتبت «إن رابطة النساء الملونات التي تم تنظيمها مؤخرًا في واشنطن دعت النساء بحرارة في جميع أنحاء البلاد إلى الاتحاد معها، حتى يكون لدينا منظمة وطنية». [25]

### المؤتمر الوطني الأول للنساء الملونات في أمريكا
في عام 1895 ، دعت جوزفين سانت بيير روفين، رئيسة نادي عصر المرأة في بوسطن، جميع النساء الأميركيات من أصل أفريقي إلى عقد مؤتمر لمدة ثلاثة أيام في بوسطن لمناقشة القضايا الحرجة المتعلقة بالنمو للمرأة السوداء «الأخلاقية والعقلية والجسدية والمالية وإحضار جيدًا» بعد ملاحظات مستهجنة حول شخصية النساء الأميركيات من أصول أفريقية لجون جاكز، رئيس جمعية ميسوري للصحافة. [1][27]
حضرت رابطة النساء الملونات وأربعة وعشرين ناديًا آخر على المستوى الوطني المؤتمر الوطني الأول للنساء الملونات في أمريكا في الفترة من 29 إلى 31 يوليو 1895. كان ضباط الاتفاقية مسؤولين عن اتخاذ الترتيبات للمؤتمرات ومن بينهم جوزفين سانت بيير روفين، رئيسة الاتحاد؛ السيدة هانا سميث، وزيرة التسجيل، والسيدة فلوريدا روفين ريدلي، الوزيرة المقابلة، والآنسة إليزا غاردنر، قسيس. [1] ومن بين ضباط المؤتمر المنتخبين جوزفين سانت بيير روفين، رئيساً؛ هيلين أ. كوك ومارغريت موراي واشنطن، نواب الرئيس؛ إليزا كارتر والسيدة هانا سميث، الأمناء. [1][28]
ألقت هيلين كوك خطابًا بعنوان «الاتحاد الوطني المثالي» في اليوم الأول من المؤتمر يدعو إلى الوحدة وتحديد أهداف وغرض منظمة وطنية تدعم المرأة السوداء. [28][29][30] تحدث كوك أيضًا عن رؤية لمنظمة وطنية في اليوم الأخير من المؤتمر. قدمت السيدة فيكتوريا إيرل ماثيوز قراراً يطالب بتشكيل منظمة وطنية. تمت إضافة يوم إضافي إلى المؤتمر وعقد في كنيسة تشارلز سانت لمزيد من النقاش حول إنشاء منظمة وطنية. صدر القرار وتم تشكيل لجنة للعمل من خلال تفاصيل منظمة وطنية. [1]

### المؤتمر الوطني الثاني للنساء الملونات في أمريكا
وبعد مرور عام، اجتمعت أندية أمريكية من أصل أفريقي من جميع أنحاء البلاد في واشنطن العاصمة لحضور مؤتمر للاتحاد الوطني للمرأة الأمريكية من أصل أفريقي برئاسة السيدة بوكر تي واشنطن. في 20 يوليو 1896 ، اليوم الثاني من المؤتمر، تم تمرير اقتراح للجنة لتشكيل اتحاد بين الاتحاد الوطني للنساء الأميركيات من أصل أفريقي ورابطة النساء الملونات. انتخبت المنظمة الجديدة، الرابطة الوطنية للمرأة الملونة، ماري تشرش تيريل كأول رئيس لها. [1]

### نداء سوزان ب. أنتوني
في 15 فبراير 1898، استمعت لجنة مجلس النواب المعنية بالقضاء من ممثلي الجمعية الوطنية لحق المرأة في التصويت (NWSA) حول اقتراح بتعديل دستور الولايات المتحدة ومنح المرأة حق الاقتراع. تحدثت الناشطة في مجال حقوق المرأة ورئيسة NWSA سوزان ب. أنتوني عند سماع "الجهلاء الذين حصلوا على حق الانتخاب الاختياري". [4] اقترح أنتوني التعديل الخامس عشر المقترح، والذي من شأنه أن يمنح المواطنين الحق في التصويت، بغض النظر عن العرق أو اللون أو الحالة السابقة من العبودية، للنساء المهانبات الأمريكيات البيض. قال أنتوني، وفقًا لأحد القصص الإخبارية، "يتم الاقتراع ... في يد كل رجل خارج سجن الدولة، سواء كان لديهم شعور كافٍ للإدلاء بأصواتهم أم لا، ولكن نساء البلد كانوا اضطروا إلى إذلال أنفسهم في الدفاع عن الحقوق التي كان يجب منحها لهم منذ فترة طويلة. [4] استمر أنتوني و" قام بإجراء مقارنات بين العديد من العبيد السابقين وعدد كبير من النساء من فئة فكرية عالية مجبرين على الاعتراف بالدونية السياسية لهذه ". [4]
بعد أيام، استجابت هيلين كوك «بمفاجأة مؤلمة» لشهادة سوزان ب. أنتوني في الكونغرس من خلال رسالة نشرت في الواشنطن بوست تحدد تاريخ كوك الخاص بالتعامل مع حقوق المرأة. [3] ناشد كوك أنتوني أن يعزز سبب الاقتراع العام على الاستخفاف بـ «رجولة نبيلة» أو رجال أمريكيون من أصول إفريقية. [3] أشار كوك إلى أن «أنتوني يتمتع بتأثير كبير مع النساء الأخريات القدرة على توجيه أفكارهن ومساعيه»، واقترح أنثوني يدعم الاقتراع العام قبل أن تزداد الآراء السلبية عن الرجال السود وحق الاقتراع لديهم بشكل أكبر. [3]

### حركة نياجرا
في ما يقرب من سبعين عامًا، سافرت هيلين كوك وزوجها جون إف كوك الابن إلى هاربرز فيري، فيرجينيا الغربية لحضور الاجتماع الوطني لحركة نياجرا في أغسطس 1906. [31] كانت حركة نياغارا (1905-1910) منظمة أمريكية من أصل أفريقي للحقوق المدنية تأسست قبل عام من قبل دبليو. ب. دو بوا ووليام مونرو تروتر لمعارضة الفصل العنصري وحرمان الأمريكيين من أصل أفريقي. [32] حضر جون كوك كعضو في المنظمة. في الاجتماع، وبعد النقاش، تقرر أن تصبح النساء أعضاء منتسبين، وأصبحت هيلين كوك عضوًا مشاركًا. [33]

## الزواج والاطفال
تزوجت هيلين وجون فرانسيس كوك، الابن في عام 1864. أصبح أغنى المقيمين الأميركيين من أصل أفريقي في واشنطن العاصمة بقيمة تبلغ قيمتها 200,000 دولار في عام 1895. وشملت مساعيه المهنية تعيين كبير محصلي الضرائب في العاصمة (1874 إلى 1884)، عمل كوصي لجامعة هوارد (1874-1908)، وشريك مع أخيه، جورج إف تي كوك، وعضو الكونجرس السابق جورج هنري وايت في شركة كوك، كوك أند وايت، التي صنعت الطوب من 1904 إلى 1906. [34]

## الموت
توفيت هيلين كوك من الالتهاب الرئوي وفشل القلب في 20 نوفمبر 1913 في واشنطن العاصمة في منزل عائلة كوك (1118 شارع السادس عشر، شمال غرب). [35] لاحظت إحدى الصحف الأمريكية الإفريقية أنها "كانت بسهولة أغنى امرأة ملونة في مقاطعة كولومبيا. وقد اعتُبرت ملكية كوك ما لا يقل عن ربع مليون دولار ... كانت السيدة كوك مهتمة بشدة بالمنظمات الزنوجية والعمل الخيري وكانت امرأة من القلب اللطيف والتعاطف واسع. [36] تم دفن كوك في مقبرة كولومبيان هارموني، جنبا إلى جنب مع زوجها الراحل ، جون إف كوك ، الابن وغيرهم من أفراد عائلة كوك. [37] تعاملت شركة المحاماة كارلايل ، لاكيت آند هاو مع حوزة كوك. [38]

## وصلات خارجية
- Cook Family Papers, Moorland-Spingarn Research Center, Howard University, Washington, D.C.
- National Association of Colored Women's Club
- Genealogy of the Cook Family of Washington, D.C., by Stanton L. Wormley.